# Пятая алия

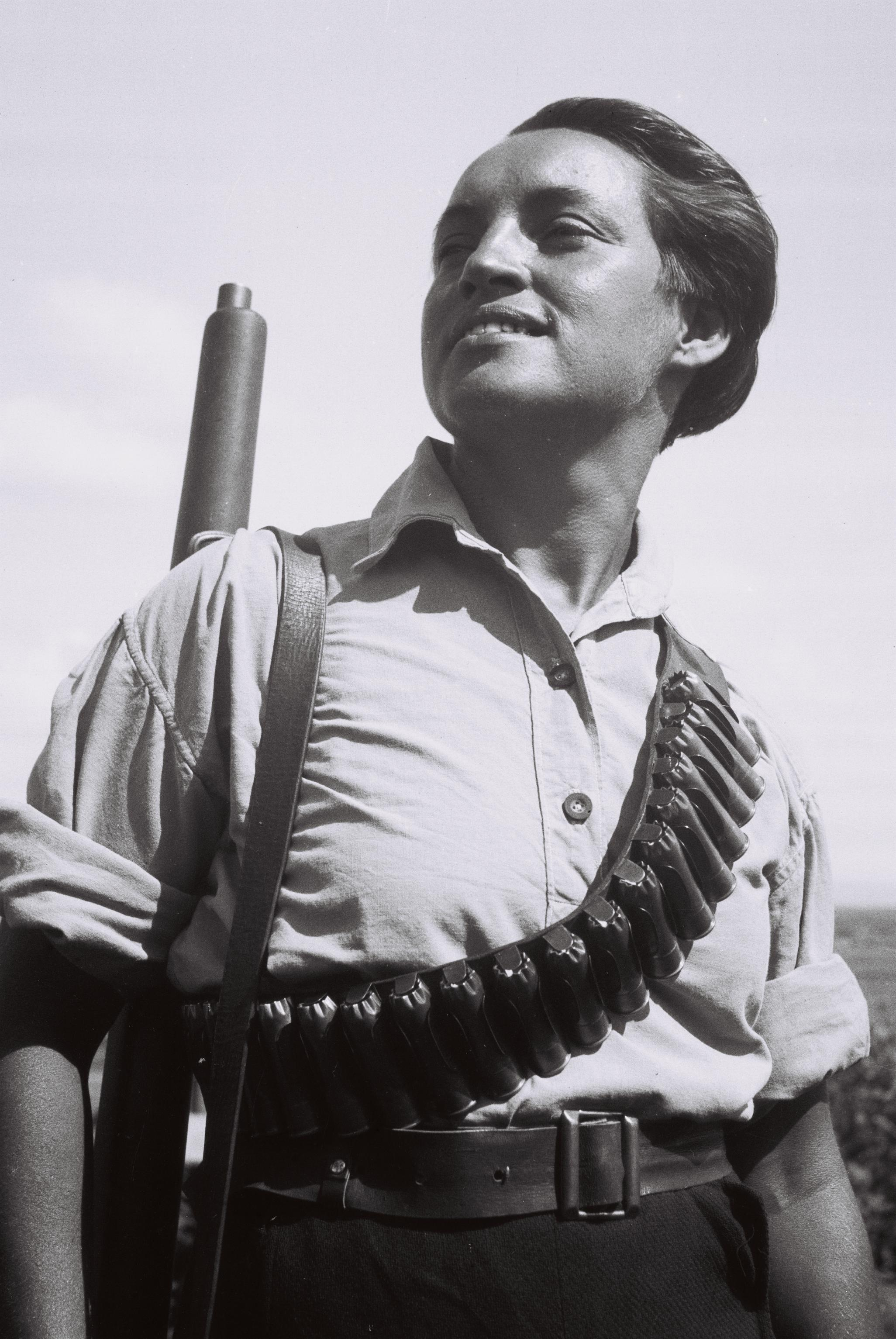
Охранница киббуца, 1936 г.

Пятая алия — период 1929—1939 гг, за который в Палестину переселились около 250 тысяч евреев из всех уголков Европы.
В 1929—1939 годах, с подъёмом нацизма в Германии, в Палестину приехали 250 тысяч евреев, 174 тысячи из которых — в 1933—1936 гг. После 1936 года возросшие ограничения на иммиграцию, наложенные британскими властями (Белая книга 1939 года), сделали эту волну эмиграции нелегальной, называемой «Алия Бет».
Более четверти переселенцев Пятой алии были из Германии. Большей частью это были специалисты в различных отраслях науки и искусства: врачи, адвокаты, профессора, музыканты. Архитекторы из Германии привезли с собой в Палестину архитектурный стиль «Баухаус», в результате чего Тель-Авив сегодня занимает первое место по числу зданий этого стиля в мире (см. Белый город).
Музыканты основали Палестинский филармонический оркестр.
С завершением строительства современного Хайфского порта и его нефтеперерабатывающих заводов, к преимущественно аграрной экономике добавилась значительная доля промышленности — появились крупные современные предприятия промышленности и торговли.
В 1940 году еврейское население Палестины достигло 450 тыс. человек.
Арон Брегман отмечает, что многие иммигранты из этой алии предпочли бы переехать в иные места и особенно в Америку, а не в Палестину. Однако в том, что Америка была в то время закрыта для еврейской иммиграции среди других причин было и то, что «сионистские лидеры приложили все возможные усилия для того, чтобы США не открылись для еврейской иммиграции, по той простой причине, что они хотели согнать (to herd) этих евреев в Палестину».
В то же время нарастала напряжённость между арабами и евреями. Серия арабских беспорядков 1929 года повлекла много жертв и привела к уничтожению древних еврейских общин в Хевроне, Газе, Шхеме, Дженине, Тулькареме, Цфате и разгрому нескольких кибуцов от Негева до Галилеи, а также многочисленным жертвам в Иерусалиме, Хайфе и других городах.
В 1936—1939 годах прокатилась ещё одна волна насилия, называемая в палестинской историографии «Великим арабским восстанием».
В результате арабского давления, в 1939 году, накануне Второй мировой войны, британские власти выпустили «Белую книгу», согласно которой, вопреки условиям мандата Лиги Наций, еврейская иммиграция в страну на ближайшие 5 лет ограничивалась 75 тысячами человек, после чего должна была прекратиться вовсе. Кроме того, на 95 % подмандатной территории запрещалось продавать землю евреям.
В результате мер принятых для нейтрализации арабского бойкота, укрепилось самообеспечение еврейской общины, Ишува. C 1936 по 1939 год по системе «Хома у мигдаль» (Стена и башня), были основаны 54 еврейских сельскохозяйственных поселения.